# Isothrix barbarabrownae
Isothrix barbarabrownae is een knaagdier uit het geslacht Isothrix (stekelratten) dat voorkomt in de Manu Biosphere Reserve in Zuidoost-Peru. Deze soort is alleen bekend van het holotype, een halfvolwassen vrouwtje (ook andere Isothrix-soorten zijn zeldzaam in wetenschappelijke collecties), en is genoemd naar Barbara Brown van het Field Museum of Natural History (Chicago). Er is ook al eens een springaapje naar haar genoemd, Callicebus barbarabrownae (de Noord-Bahiaanse blonde springaap).
I. barbarabrownae is een middelgrote stekelrat met een lange, zachte vacht. Over de rug loopt een donkere streep. Het lichaam is roodbruin. De bek is grijs. De staart is bij de wortel dezelfde kleur als het lichaam, wordt dan donkerder tot hij zwart is, en de punt is wit. De krachtige voeten hebben sterke klauwen (vier aan de voor- en vijf aan de achtervoeten). De schedel is 43 mm lang. 